# Сант-Элиа, Антонио
Анто́нио Сант-Э́лиа (итал. Antonio Sant'Elia; 30 апреля 1888[…], Комо, Ломбардия — 10 октября 1916[…], Монфальконе, Фриули-Венеция-Джулия) — итальянский архитектор, футурист.

## Жизнь
Родился в городе Комо, в Ломбардии. Начав как строитель, в 1912 году организовал проектное бюро в Милане и активно включился в процесс развития художественного течения, известного как футуризм. Между 1912 и 1914 годами, под влиянием архитектуры крупных промышленных городов США и венских архитекторов Отто Вагнера и Адольфа Лооса, начал серию знаменитых проектных рисунков «Città Nuova» («Новый город»), в которой создал уникальный выдающийся образ представлений о новом техническом веке.
Большая часть этих рисунков была представлена на первой и единственной выставке группы «Nuove Tendenze», («Новые тенденции»), в которой он состоял. Выставка прошла в мае-июне 1914 года в галерее «Famiglia Artistica». Сегодня часть рисунков входит в состав постоянной экспозиции галереи города Комо.
Знаменитый манифест «Manifesto dell’architettura futurista» (с итал. — «"Манифест архитектуры футуризма"») был опубликован архитектором в августе 1914 года. Описанная в манифесте архитектура, сформированная в проектных рисунках архитектора, была исполнена футуристической экспрессии. Автор представлял себе современный город в виде сложной механизированной и электрифицированной системы. Город формировался из гигантских ступенчатых многоуровневых зданий, связанных между собой переходами, галереями и мостами, фантастических транспортных путей, футуристических заводов и электростанций. 
Являясь убеждённым социалистом, а также ирредентистом, Антонио Сант-Элиа записался добровольцем в итальянскую армию, когда его страна вступила в Первую мировую войну в 1915 году. Молодой архитектор погиб в бою в ходе Восьмой битвы при Изонцо, неподалёку от Монфальконе. Большая часть его проектов так и осталась нереализованной. Несмотря на это, Сант-Элиа вошёл в историю архитектуры, как один из основоположников архитектурного футуризма, как мастер, в значительной степени повлиявший на развитие архитектуры в двадцатом веке. Наряду с такими мастерами как Клод-Никола Леду, Джованни Баттиста Пиранези, Яков Георгиевич Чернихов, Сант-Элиа считается крупнейшим представителем жанра архитектурной фантазии.

«Захваченный националистической, интервенционистской пропагандой, связавшись с политическим авантюристом Маринетти, Сант-Элиа сделал свой выбор и расплатился жизнью за его неправильность. Однако, его художественное наследие, как и художественное наследие футуризма в целом, не может быть скомпрометировано политической направленностью футуристического движения. Идеи урбанизации и технизации среды обитания, пионером которых был Сант-Элиа, оказались плодотворными для мировой архитектуры послевоенного периода»— Михаил Тубли

## Проекты
- La Citta Nuova, 1914 год

## Работы. Галерея
- Новый город. Деталь
- Ступенчатый дом с лифтами с четырёх уличных этажей (1914)
- Аэровокзал и железнодорожный вокзал с фуникулерами и лифтами на трёх уличных этажах
- Многоуровневый дом в два уличных этажа (из серии «La città nuova»), 1914 год, чёрный карандаш и чернила по бумаге, 27,5x11,5 см, частная коллекция
- Электростанция (1914)
- Второстепенная улица для пешеходов с лифтами посередине, 1914 год
- Ступенчатый дом
- Центральная электростанция, 1914 год